# 사카타 에이오
사카타 에이오(일본어: 坂田栄男, 1920년 2월 15일 - 2010년 10월 22일)는 일본 도쿄도 출신의 바둑 기사이다. 9단.

## 생애

### 바둑 입문
- 바둑을 좋아하는 부친의 영향으로 바둑을 배워 1929년 마스부치 다쓰코의 문하에 입문했다.

### 경력
- 1930년 일본기원 원생. 1935년 입단. 1947년 일본기원에 불만을 갖고 별도 단체를 결성했지만, 1948년 복귀. *1955년 9단 승단.
- 1961년 혼인보 타이틀 획득. 이후 7연패해 명예 혼인보 자격을 획득했다.(23세 혼인보) 1961년 7관 달성.
- 1963년 명인 타이틀 획득으로 선수권제 최초로 명인 혼인보에 등극하며 명실상부한 바둑계의 1인자의 자리에 올랐다. 1964년 재차 7관 달성.
- 이후 신예 린하이펑에게 1965년 명인 타이틀, 1968년에 혼인보 타이틀을 내주며 1인자의 자리에서 내려왔지만 그 후에도 십단, 왕좌, 일본기원 선수권 등의 타이틀을 획득했다. 1978년~1986년 일본기원 이사장직 역임. 1979년 명인전에서 사상 최고령 도전자가 되지만(59세)오다케 히데오에게 패퇴. NHK배에서는 1982년까지 통산 11회 우승해 명예 NHK배 자격을 획득.
- 1983년 NEC배 우승으로 통산 타이틀 획득 수를 64개로 늘렸다. 1989년 69세에 혼인보전 본선 리그 복귀.

### 은퇴와 죽음
- 2000년 2월 15일 80세 생일에 현역 은퇴.
- 2009년부터 일본 기원 명예 고문.
- 2010년 흉부 대동맥류 파열로 사망했다.

## 기록
- 통산 타이틀 획득 수 64개 ※역대 2위.
- 연간 30승 2패(1964년) ※연간 최고 승률 부문 역대 1위.
- 일반 기전 29연승(1963~1964년) ※일반 기전 최다 연승 부문 역대 1위.
- 동일 타이틀전 17연승(제18기 혼인보전 제5국~제22기 혼인보전 제3국) ※동일 타이틀전 연승 부문 역대 1위.
- 통산 성적 1117승 654패 16무

## 기풍
귀신같은 타개 솜씨와 묘수를 찾아내는 능력으로 유명했다. 부분전에서 특히 뛰어났다. 탁월한 수읽기 능력을 바탕으로 적진을 후벼파는 기풍이라서
'면도날 사카타'라는 별명으로 불리기도 했다.

## 저서
- 사카타의 묘 시리즈